# Filimon
Filimon är en tecknad serie av Helge Forsslund. Den publicerades i tidningen Lektyr åren 1923–64 och upphörde vid Forsslunds bortgång samma år.

## Beskrivning
Serien handlar om en rotmos- och fläskläggsälskande man och dennes familj. Utöver Filimon själv bestod familjen av hustrun Adolfina, barnen Teodor och Nappe, samt hunden Nuppe.
Serien publicerades i veckotidningen Lektyr åren 1923–64. Totalt innebar det cirka 2 000 serieavsnitt, alla skrivna och tecknade av Helge Forsslund som vid sidan om serien producerade illustrationer till tidningen. Serien, som upphörde efter Forsslunds bortgång, publicerades 1943 i ett album. Några reprisavsnitt gästade även ett nummer av serietidningen Åsa-Nisse (nummer 6/1979).

## Album
- 1943 –  Filimon: Hans roligaste äventyr upptecknade. Stockholm: Saxon & Lindström. Libris 1397755 (32 sidor i färg)